# Teresio Olivelli
O Beato Teresio Olivelli (7 de janeiro de 1916 - 12 de janeiro de 1945) foi um soldado italiano católico romano durante a Segunda Guerra Mundial e parte do movimento de resistência italiana ao fascismo e ao regime nazista. Olivelli se formou em direito em Pavia em 1938 e comentou em jornais as questões jurídicas e sociais da época antes de se tornar um lutador voluntário na Guerra Civil Espanhola e na Segunda Guerra Mundial, com uma campanha notável travada na Rússia. A guerra azedou suas opiniões em relação ao regime fascista italiano de Benito Mussolini e seu tempo na resistência foi marcado por artigos em um jornal que ele fundou dedicado a promover a mensagem cristã e a tentar melhorar os aspectos do fascismo com uma mensagem mais cristã.
A causa de beatificação de Olivelli começou em 1988 sob o papa João Paulo II e ele foi intitulado Servo de Deus. A causa foi inicialmente concebida para demonstrar que Olivelli morreu por ódio à sua fé - portanto, a beatificação seria mais rápida - mas os desacordos levaram a uma causa prolongada destinada a provar que Olivelli levou uma vida de virtudes heróicas que o Papa Francisco confirmou em 14 de dezembro de 2015. Essa confirmação permitiu ao papa nomeá-lo como Venerável. Francisco aprovou sua beatificação em 16 de junho de 2017 e foi beatificado em 3 de fevereiro de 2018 em Vigevano.

## Vida
Teresio Olivelli nasceu em 1916 em Como, filho de Domenico Olivelli e Clelia Invernizzi. Seu tio materno era o Padre Rocco Invernizzi - pároco de Tremezzo - que serviu como referência espiritual e moral de Olivelli. Ele se mudou com seus pais em 1926 para Pavia e era bom em latim quando estudou lá.
Ele estudou em Mortara e em Vigevano antes de transferir seus estudos para Pavia em 1934, onde se formou em direito com honra em 1938 no Collegio Ghislieri. Todas as semanas ele se confessava e recebia a Eucaristia na paróquia de San Lorenzo. Foi nessa época que ele era membro da Ação Católica, bem como da FUCI e de um grupo de estudantes fascistas. Em 1939 ele se tornou assistente de direito administrativo na Universidade de Torino e venceu um concurso em Trieste para habilidades oratórias, com uma tese sobre dignidades humanas para todos, independentemente da raça. Ele também escreveu artigos sobre as questões sociais e jurídicas da época no jornal universitário "Livro e Mosquete" e na revista "Civilização Fascista". Enquanto em Torino, ele ajudou os pobres e órfãos. Ele também aprendeu a falar alemão fluentemente.
Em 1936, ele se ofereceu para lutar na Guerra Civil Espanhola e depois mudou-se por motivos educacionais para Berlim de 1939 a 1941. Em 1941, ele se ofereceu para ir para a Rússia para lutar na Segunda Guerra Mundial, onde contraiu queimaduras devido ao frio severo. Olivelli não queria jurar lealdade à nova República Social Italiana em 1943 e foi, portanto, deportado para Innsbruck, na Áustria, em 9 de setembro de 1943, até conseguir fugir e se estabelecer em Milão na noite de 20-21 de outubro. Ele começou a se tornar crítico do regime italiano e acreditava que poderia melhorá-lo por meio de uma mensagem mais cristã, embora mais tarde tenha rompido com ele depois de ver a situação com a deportação de judeus conforme as leis raciais e a invasão francesa. Olivelli tornou-se parte do movimento de resistência italiana em Milão como parte da resistência triangular, incluindo Brescia e ramos de Cremona. Ele manteve contato com membros da resistência como Peppino Pelosi e pe. Carlo Manziana enquanto esteve em Brescia. Olivelli trabalhou duro para criar o jornal "Il ribelle" e o primeiro número publicado em 5 de março de 1944 foi dedicado a Astolfo Lunardi e Ermanno Margheriti, ambos executados não muito antes. Seu jornal era o jornal underground do grupo partidário Green Flames Brigades. Carlo Bianchi e Claudio Sartori o ajudaram a estabelecer o jornal em fevereiro de 1944. O codinome de Olivelli nessa época era "Agostino Gracchi".
O guerrilheiro foi detido em Milão em 27 de abril de 1944 e levado imediatamente para a prisão de San Vitore, onde foi torturado e espancado antes de ser transferido para Fossoli em 8 de junho. Em 11 de julho, seu nome foi adicionado a uma lista de 70 presos a serem baleados, mas fugiram e se esconderam em um campo até ser recapturado. Ele foi então transferido para Bolzano (agosto de 1944) antes de ser enviado para Flossenbürg (setembro de 1944) e depois para Hersbruck. Ele compartilhou rações de comida com os presos e tratou de seus ferimentos e até passou um tempo com o Beato Odoardo Focherini para confortá-lo antes que este morresse. Olivelli morreu em decorrência de ferimentos sofridos em 1945, pouco depois de defender um preso ucraniano de ser atacado. Ele foi chutado no estômago e nos intestinos, além de ser atingido 25 vezes. Seus restos mortais foram cremados no crematório do campo.
Recebeu postumamente a Medalha de Ouro de Valor Militar.

## Processo de beatificação
O processo de beatificação foi iniciado na Diocese de Vigevano em um processo diocesano executado de 1987 a 1989. A introdução formal da causa veio com o Papa João Paulo II em 19 de janeiro de 1988, depois que a Congregação para as Causas dos Santos emitiu o "nihil obstat" e o intitulou como um Servo de Deus. Posteriormente, a CCS validou o processo em 27 de março de 1992 e recebeu o dossiê Positio em 2011. Os historiadores votaram a favor da causa em 24 de maio de 2011, enquanto os teólogos emitiram sua aprovação em 2 de dezembro de 2014 (após uma sessão inconclusiva de 17 de dezembro de 2013) antes que a CCS se reunisse para aprovar a causa em 1 de dezembro de 2015. A confirmação de sua vida de virtude heróica permitiu ao Papa Francisco nomear Olivelli como Venerável.

Mas os oficiais da causa continuaram inflexíveis de que Olivelli foi morto por ódio à sua fé e, portanto, procuraram estabelecer outra Positio que levasse à beatificação sem o milagre exigido para casos de virtude heroica. A Positio foi submetida a CCS em 2016, fase em que os teólogos tomaram uma decisão unânime com base nessas novas conclusões em 7 de março de 2017. A CCS mais tarde se reuniu em 6 de junho de 2017 e aprovou isso e a causa agora será passada ao papa para sua aprovação. O papa aprovou sua beatificação em 16 de junho de 2017 e Olivelli foi beatificado em 3 de fevereiro de 2018. O cardeal Angelo Amato presidiu a celebração em nome do papa; vários bispos compareceram, incluindo o arcebispo de Milão, Mario Enrico Delpini.